# 王祖嫡
王祖嫡（1531年—1592年），字胤昌，號師竹，河南信陽衛官籍山東德州人，明朝政治人物進士出身。

## 生平
嘉靖三十七年（1558年）戊午科河南鄉試第十一名舉人。隆慶五年（1571年）中式辛未科會試第八十七名，三甲第二百一十名進士，考選翰林院庶吉士，萬曆元年（1573年）授翰林院檢討，四年六月充《大明会典》纂修官，五年分考會試，养病。八年复除原官，九年五月奉命管理文官诰敕，十一年冬丁母忧，十四年服阕，十五年复除原官，十月升任國子監司業，请求恢复建文年号，改正景皇帝实录，十六年四月升司经局洗马兼翰林院修撰，充玉牒纂修官，十七年九月与翰林院侍讲陆可教担任武举考试官，十一月升右春坊右庶子兼侍读、掌右春坊事，十二月乞假归乡，歲余而卒。
卒於萬曆二十年（1592年）十月二十一日，享年62歲。一说生嘉靖十七年戊戌（1538年），卒萬曆二十六年戊戌（1598年），享年六十一。著有《師竹堂集》。

## 家族
曾祖王端，指揮僉事；祖父王瑀（？-1559年），號竹里，指揮僉事；父王詔，字朝宣，號竹里，指揮僉事。母袁氏（封恭人）。慈侍下。弟王祖裔。长子王延世，字思延，號喬峰，京营左參将，封鎮國将军。次子王延申，字瞻虚，贡生。次子王延祜，字思篤，庠生。